# Oké boomer
"Oké boomer" (Engels: OK boomer) is een uitspraak en internetmeme, bedoeld om in negatieve zin te benadrukken dat iemand uit de generatie van babyboomers komt of zich als zodanig zou gedragen. De term wordt veel gebruikt op sociale media als Instagram, TikTok en Reddit.

## Achtergrond
In de term verwijst het woord "boomer" naar zogeheten 'babyboomers', mensen die geboren zijn in de geboortegolf ('babyboom') kort na de Tweede Wereldoorlog, grofweg tussen 1945 en 1955. De term 'boomer' werd voor het eerst gebruikt in 2009 en kreeg veel bekendheid door gebruik tijdens een parlementair debat in Nieuw-Zeeland in 2019. Parlementariër Chlöe Swarbrick gebruikte het toen zij werd onderbroken door een oudere collega.
Boomer werd in Nederland in 2019 verkozen tot het woord van het jaar met 41,8% van de stemmen.